# Monte Mor
Monte Mor este un oraș în São Paulo (SP), Brazilia.
1. ↑   https://web.archive.org/web/20220328195401/https://cidades.ibge.gov.br/brasil/sp/monte-mor/panorama Lipsește sau este vid: |title= (ajutor)